# ソシオ一番街

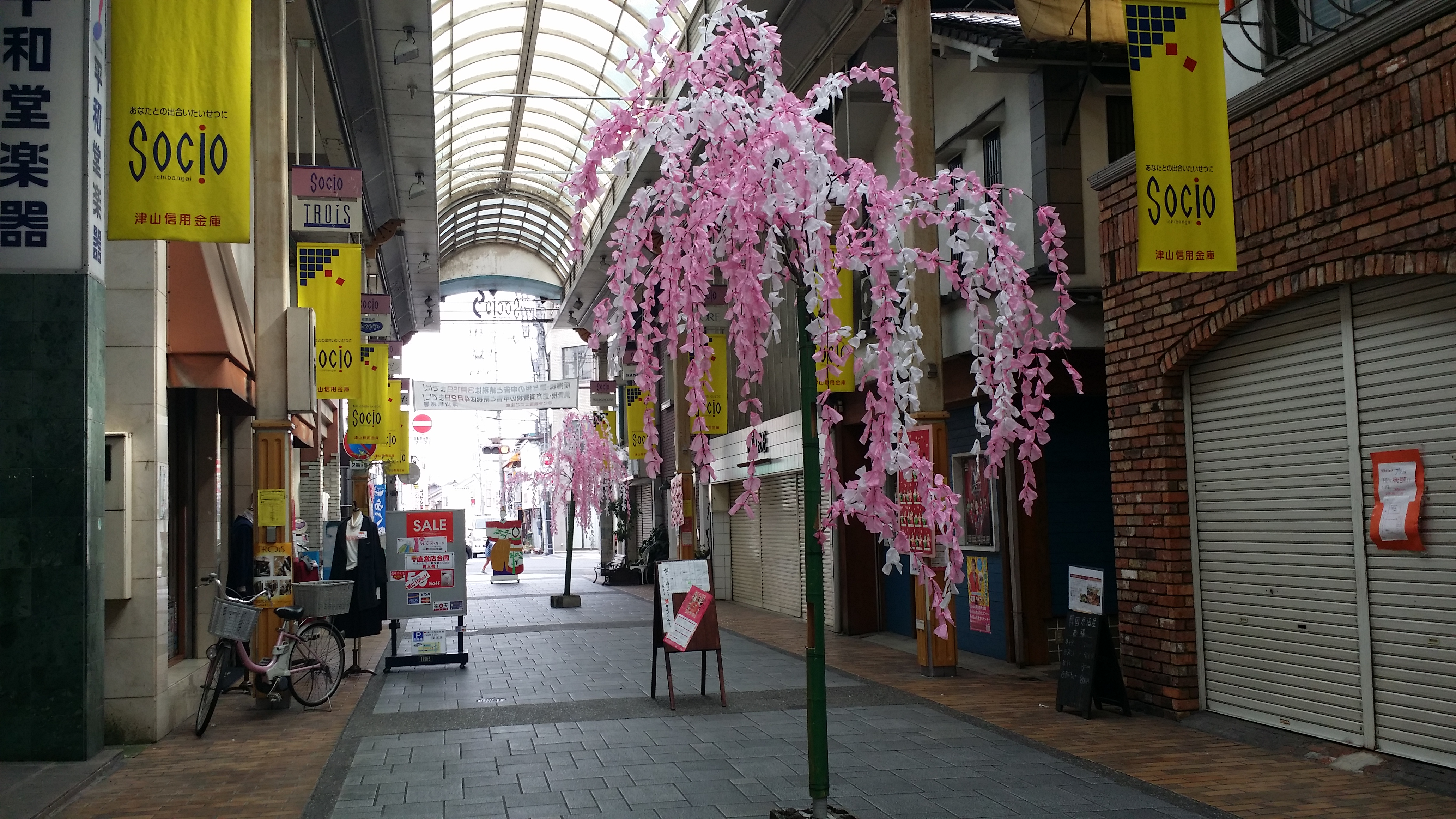
ソシオ一番街

ソシオ一番街(ソシオいちばんがい)は、岡山県津山市堺町に所在する商店街。かつてはパティオ一番街という名称だった。

## 概要
商店街はJR津山駅から北に約1キロメートルの距離にある。隣接する銀天街にかけて街長約200メートルの商店街である。昔はパティオ一番街という名称だったが取り壊され、平成7年3月24日にソシオ一番街としてオープンした。パティオ一番街は昭和38年4月に設立された。当時の業種構成は、衣料・身回品、家具・家電・日用品、食品などがあった。現在は、バッグや靴、メガネを含めたファッション、飲食、民芸品、仏具、書籍、文具、銃、整体、子供学習教室、貸衣装など多くの店がある。
また、まちづくりの活動拠点としてまちなかさろん再々があり、多目的なスペースとして利用されている。2017年にはつやま まちライブラリー@まちなかさろん再々が開設された。

## 地理

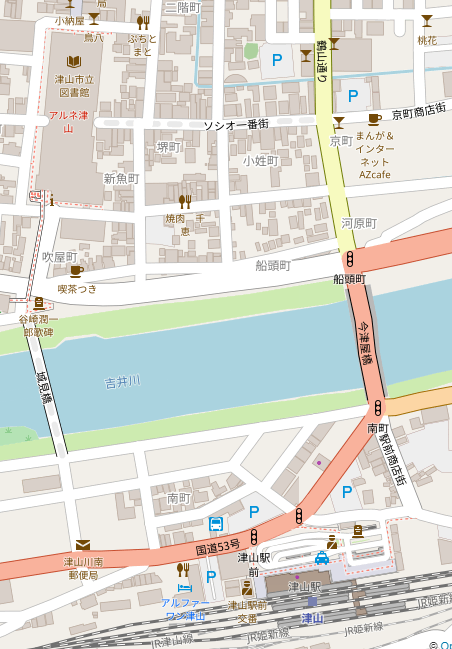
ソシオ一番街周辺の地形

ソシオ一番街は、津山駅から北へすぐの今津屋橋を渡り、左手に見えるアルネ津山・天満屋のアルネ津山東口から鶴山通りまでのアーケードのことである。周辺商店街としては、銀天街と元魚町商店街がある。これらとともに地域周辺商店街を形成している。

## 歴史
パティオは同商店街が、昭和59年に建設した。当時は、鉄骨一部二階延べ370平方メートルあり、ステージつきのフロアや展示場、トイレ、金融機関の現金自動預払機などがあった。パティオは、買い物客の休憩、待ち合わせ場所のほか、絵画や写真などの愛好家グループの作品展、商店主らが開くイベントの会場などとして市民に親しまれていた。しかし、再開発事業に伴う周辺の店舗移転などにより環境が悪化、周辺店舗のガラスが割られるなどの被害があった。防犯カメラを設置するなどの対策を行ってはいたが、決め手に欠けていた。そのため、同商店街や隣接する銀天街などで進められている中央街区市街地開発事業に協力し、1996年に再開発組合への売却が決まった。
その後、商店街活性化事業として、㈿津山一番街が取り組んでいたアーケードとカラー舗装の改修、コミュニティーホールと駐車場の新設工事が完成した。商店街の愛称は公募により「ソシオ一番街」に改称された。

## イベント
ソシオ一番街では、いろいろなイベントが開催されている。
2017年の12月には、津山街ナリエというイベントがあり、イルミネーションや、美作大学短期大学部の学生が製作した切り絵風シルエットアート、地域ならではの食べ物などを楽しむことができた。
他にも、小さな子供が楽しめるように、キッズダンス教室や紙飛行機作り、自衛隊の制服試着体験ができた。